# Harry A. Richardson

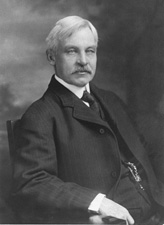
Harry Alden Richardson

Harry Alden Richardson (* 1. Januar 1853 in Camden, Delaware; † 16. Juni 1928 in Dover, Delaware) war ein US-amerikanischer Politiker der Republikanischen Partei.
Noch als Harry Alden Richardson ein kleiner Junge war, zog seine Familie 1863 von seinem Geburtsort Camden nach Dover um. Er besuchte dort die öffentliche Schule, später dann eine Privatschule in East Greenwich (Rhode Island). 1876 heiratete er Priscilla Walker.
Richardson arbeitete zunächst in der Dosen- und Verpackungsfirma seines Vaters, in der er später Teilhaber wurde, ehe er sie 1894 komplett selbst übernahm. Er blieb diesem Gewerbe für den Rest seines Lebens treu, war aber später auch Präsident der First National Bank von Dover und betätigte sich auf einigen weiteren Geschäftsfeldern.
Sein erster Versuch, in ein öffentliches Amt gewählt zu werden, schlug fehl, als er 1890 die Wahl zum Gouverneur von Delaware gegen den Demokraten Robert J. Reynolds mit 49:51 Prozent der Stimmen verlor. Erst einige Jahre später stellte Richardson sich erneut einer Wahl, die er diesmal gewann: 1907 errang er einen Sitz im Senat der Vereinigten Staaten. Während seiner gesamten sechsjährigen Amtszeit stellten die Republikaner die Mehrheitsfraktion im Kongress. Er war Vorsitzender des Ausschusses für den öffentlichen Dienst sowie des Ausschusses für die pazifischen Inseln und Puerto Rico. 1912 bewarb er sich nicht um die Wiederwahl, sodass er am 4. März 1913 aus dem Senat ausschied.